# 硕莪树
硕莪树（学名：Metroxylon sagu）又名西谷椰子、西密棕、西米椰子，属棕榈科西谷椰属，是一种原生于东南亚马来群岛的植物，以生产西米（硕莪淀粉）而知名。

## 特征
本种是一种根蘗苗的宿根植物，其地表上的主茎经过十余年的生长阶段，在开花结果一次后便在数个月内枯萎，再由地下的根系长出新的树干。主干直立，不分枝，可生长至7到25米高，在开花前，约有20片大型羽状复叶集生于幹顶，叶轴可达10米长，150至180片长约1.75米的小叶成对排列。
花序顶生，总花梗为主干的延续，可长达3至7.5米，有3级分枝：第一级分枝15到30枝，微略向上弯曲，每枝15到20节，第二级分枝成对生于各节上；第二级分枝每枝有10到12节，节上各有一对第三级分枝。小花成对地旋生于第三级分枝，每对小花由一枚雄花及一枚两性花组成。果实为核果，直径5厘米，为鳞片状外皮所覆盖，外皮鲜绿色，成熟时转为淡黄色。
- 羽状复叶
- 花序素描
- 硕莪果实

## 分布
本种原生于马鲁古群岛至新几内亚，现分布于马来半岛、泰国、婆罗洲、爪哇、苏门答腊、所罗门群岛及圣克鲁斯群岛等。

## 用途
硕莪树常用于生产西米。其主干被削去外皮后，其内髓被搅碎，并通过洗涤方式从碎屑中提取淀粉。西米淀粉在当地经常用于煮食面食、制作面包、布丁等，充当增稠剂，在新几内亚塞皮克河流域，以西米粉制成的薄煎饼更是当地人的主食。在檳城，碩莪也可加上木薯粉及水加以攪拌，再以沸水煮滾，冷卻後成塊狀的透明條，再切成小塊，加入蝦米、豆芽及辣椒醬炒香，成為類似炒粿角的碩莪炒。在婆羅洲和印尼東部，西米以糊的形態食用。
此外，硕莪树的小叶可用来编织草房，其耐用度可达5年以上，其晒干的叶轴可制成草房的墙壁及天花板；其相对轻盈的树干也可以制成木筏。其果实也像蛇皮果一样可以作为水果食用。其顶生花序被称为“硕莪头”，可作为养猪的饲料，寄生于硕莪树干内的硕莪虫——亚棕象甲（Rhynchophorus vulneratus）幼虫也是砂拉越原住民的传统食物。
作为农作物，当地人经常以根蘗繁殖的方式来栽种硕莪树。在开花前或开花初期，其淀粉含量最高，也是当地人的采收时期。
- 硕莪树干的碎块
- 以机器打碎
- 碎屑
- 收集碎屑
- 以清水洗涤出淀粉
- 晒干后可用于煮食的西米